# Kinder Gottes (Bibel)
Kinder Gottes bzw. Söhne (und Töchter) Gottes ist eine im Neuen Testament der Bibel von Paulus gebrauchte Bezeichnung für Christen. 
Durch die „Verwandtschaft“ in Gott sind sie Erben bzw. Nachkommen Gottes (vgl. z. B. Gal 4,7 ) und Miterben Christi (vgl. z. B. Röm 8,17 ). Durch die Gemeinschaft mit dem Sohn Gottes Jesus haben sie, so sagt dieser Ausdruck, Anteil an dessen Gottessohnschaft. Sie sind nicht mehr Knechte (vgl. z. B. Joh 15,15 ) und nicht Sklaven der Sünde (vgl. z. B. Joh 8,34–36 ), die gezwungen einem fremden Willen (des „Fleisches“) folgen, sondern seine Kinder, die in der Freiheit der Liebe (Evangelische Freiheit) aus eigener Einsicht handeln, um die Gebote zu erfüllen und das Gute zu tun im Namen Gottes (vgl. z. B. Röm 8,15–17 ). In dem Geist der Sohnschaft dürfen die Christen Kinder Gottes heißen (vgl. 1 Joh 3,1 ) und können rufen: Abba, Vater (vgl. Röm 8,15 ).